# Maria Victoria Rodriguez
Maria Victoria Rodríguez Lopez (Neuquén, 4 april 1991) is een Argentijns langebaanschaatsster en inline-skater. Ze is in het bezit van het nationale record op de 500 en 1000 meter.
Op 2 december 2017 maakte Rodríguez tijdens de wereldbekerwedstrijden in Calgary haar entree op de 1000 meter. Op de WK sprint 2019 te Thialf, Heerenveen op 23 februari debuteerde zij met een 25e plaats. Op 15 december 2021 won ze brons op de 500 meter op de Viercontinentenkampioenschappen schaatsen 2022.

## Persoonlijke records
| Afstand    | Tijd     | Datum           | Baan           |
| ---------- | -------- | --------------- | -------------- |
| 500 meter  | 038,35   | 4 december 2021 | Salt Lake City |
| 1000 meter | 01.16,99 | 4 december 2021 | Salt Lake City |
| 1500 meter | 2.08,70  | 2 oktober 2021  | Salt Lake City |
| 3000 meter | 5.00,10  | 2 maart 2024    | Salt Lake City |

## Resultaten
| Jaar | WK Sprint                | Olympische Spelen          |
| ---- | ------------------------ | -------------------------- |
| 2019 | 25e (28e, 28e, 26e, 25e) |                            |
|      |                          |                            |
| 2022 |                          | 30e 500m HF 14e massastart |

(#, #, #, #) = afstandspositie op sprinttoernooi (500m, 1000m, 500m, 1000m).